# جغد سفیدرخ
جغد سفیدرخ (نام علمی: Ptilopsis) نام یک سرده از تیره جغدان راستین است.

## گونه‌ها
- جغد سفیدرخ شمالی Ptilopsis leucotis (Temminck, ۱۸۲۰)
- جغد سفیدرخ جنوبی Ptilopsis granti (Kollibay, ۱۹۱۰)